# Aleurotrachelus filamentosus
Aleurotrachelus filamentosus là một loài côn trùng cánh nửa trong họ Aleyrodidae, phân họ Aleyrodinae.
Aleurotrachelus filamentosus được Takahashi miêu tả khoa học đầu tiên năm 1938.